# خط صدام
خط صدام يتألف من تحصينات دفاعية شيدها الجيش العراقي لصدام حسين على حدود الكويت مع السعودية بعد الغزو العراقي للكويت واحتلاله لها في أغسطس 1990.
عرضت وسائل الإعلام الغربية مخاوف من أنها ستشكل عقبة هائلة أمام تحرير الكويت حيث يتكون من «خنادق مشتعلة» (خنادق مليئة بالنفط ليشعل في حالة الهجوم) و«خنادق الدبابات والأسلاك الشائكة وحقول الألغام» مدعومة بالأسلحة الكيميائية والبيولوجية. ومع ذلك تبين أن تلك المخاوف لا مبرر لها. واجه الهجوم الذي شنه التحالف منذ الساعة الرابعة من صباح 24 فبراير 1991 «مقاومة متقطعة» وفي الساعة 6:45 صباحا قامت القوات بكسر خط صدام.